# Radwin
RADWIN (en hebreu: רדווין) és una empresa de telecomunicacions que ofereix productes de banda ampla sense fils en xarxa punt a punt. Les solucions de RADWIN s'utilitzen en aeroports, sistemes de metro, ajuntaments, comunitats llunyanes, proveïdors de serveis, operadors de telecomunicacions i xarxes privades. Ofereixen aplicacions que inclouen el backhaul, l'accés de banda ampla, la connectivitat de xarxa privada, i transmissions de vigilància de circuit tancat de televisió.
Les solucions de RADWIN estan presents en més de 150 països, amb més de 100.000 unitats desplegades a nivell mundial. L'empresa té la seu a Tel-Aviv, Israel, i té oficines a Brasil, el Salvador, Xina, Colòmbia, Polònia, l'Índia, Mèxic, Perú, Filipines, Singapur, Àfrica del Sud, Rússia, Espanya, Tailàndia, Regne Unit i EUA.

## Història

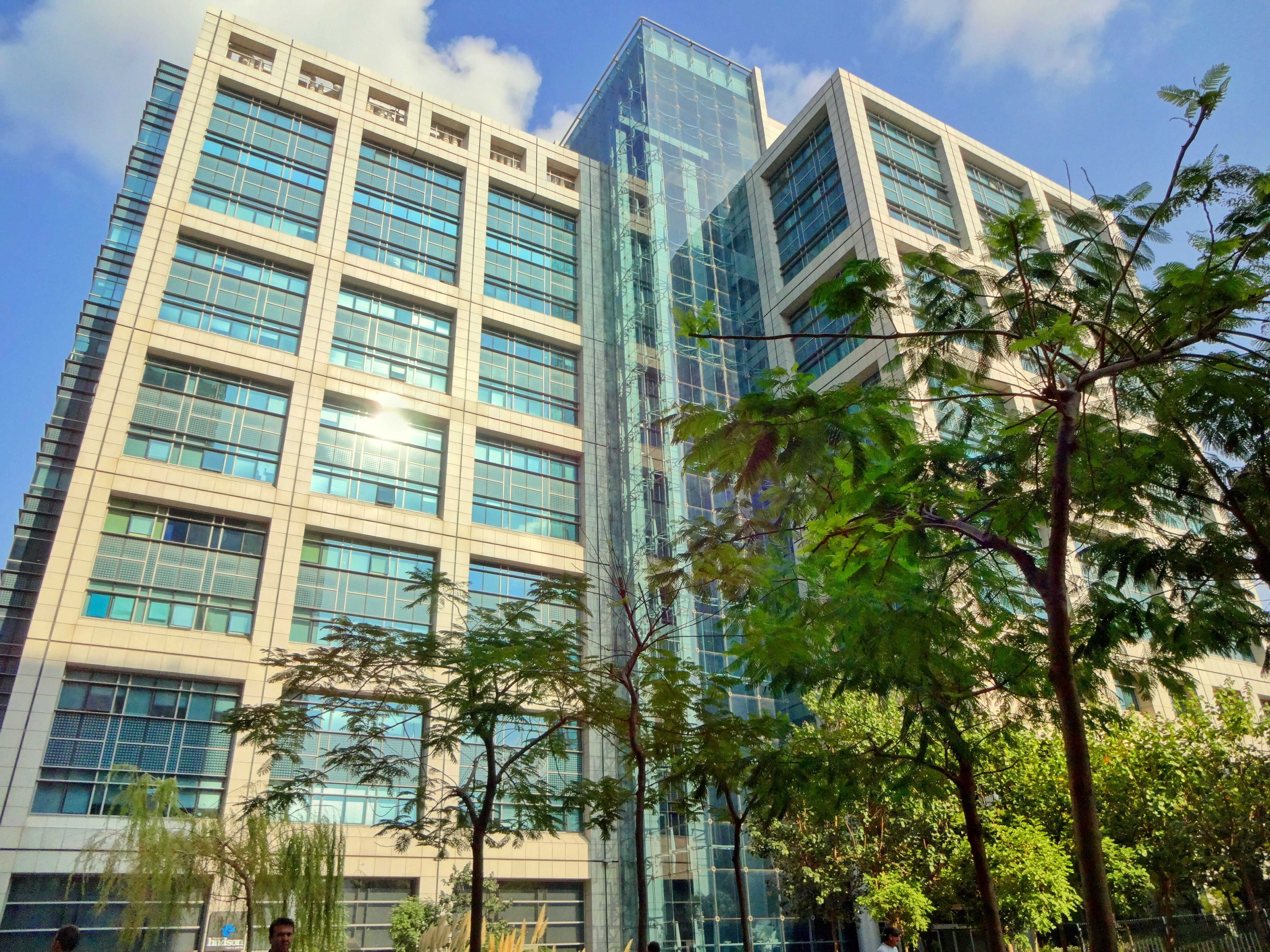
Seu principal del RADWIN en Tel-Aviv.

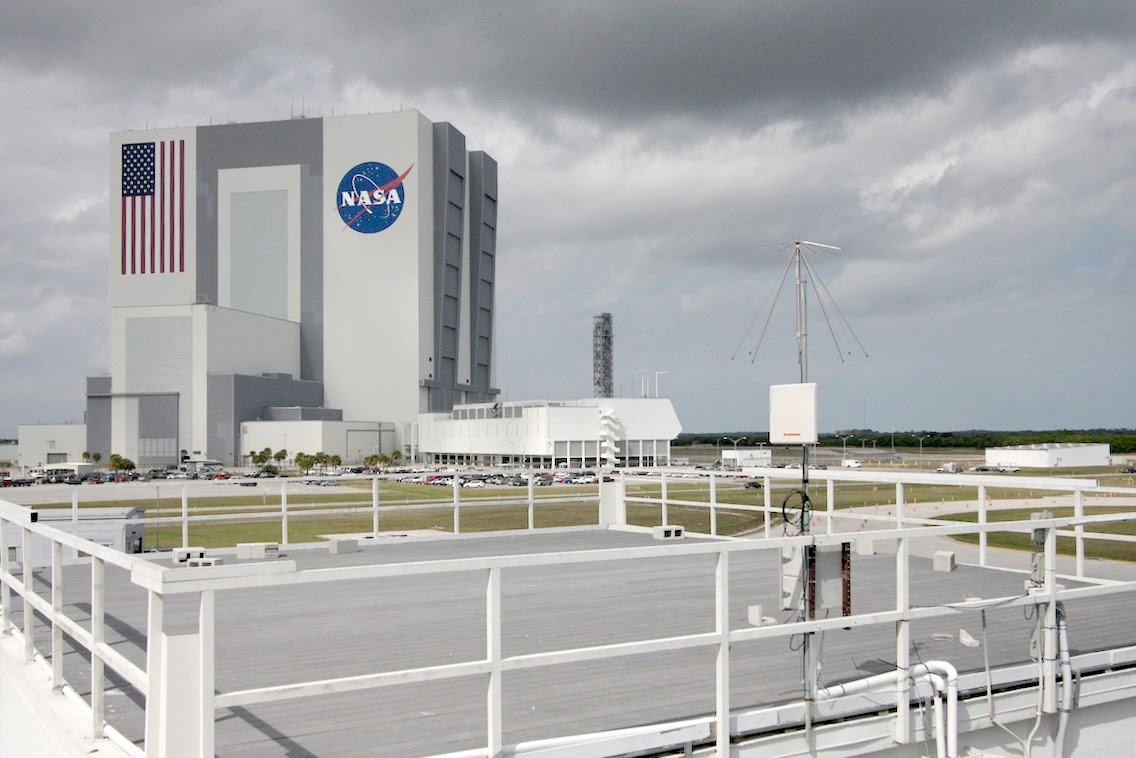
Un sistema de RADWIN en funcionament en el Centre Espacial Kennedy a Florida.

L'empresa va ser creada l'any 1997 per Sharon Sher. Durant el seu servei militar, li van destinar a la unitat de recerca i desenvolupament, a on va estar treballant en projectes relacionats amb sistemes de telecomunicacions sense fils. Després de graduar-se en matemàtiques i física per la Universitat Hebrea de Jerusalem, i obtenir un màster en enginyeria electrònica en la Universitat de Tel-Aviv, va fundar la companyia RADWIN en 1997. Els primers productes van ser sistemes punt a punt.
En 2005, l'empresa havia venut ja les seves primeres 10.000 radios, i els seus productes van ser triats per a un dels projectes backhaul més gran d'Àsia, amb més d'1.000 enllaços. RADWIN ha estat seleccionada pels ferrocarrils indis per la connectividad train-to-track i el mateix any, l'empresa va obrir una oficina en l'Índia. Després del tsunami de l'any 2004, RADWIN va oferir en donació 1.000 unitats de banda ampla sense fils per a la reconstrucció de la xarxa de comunicació de Tailàndia.
L'any 2006, l'empresa va llançar els seus primers productes de xarxa punt a punt. En 2007, RADWIN ja havia venut més de 50.000 unitats en més de 70 països, i en 2008, aquesta xifra va arribar fins a 100.000 unitats en més de 100 països.
En 2013, es va triar i es va instal·lar la solució Fiber In Motion en el Metre de Moscou, aquesta proveeix comunicació sense fil de banda ampla dins dels túnels des del tren al sistema de comunicació terrestre, proporcionant internet d'alta velocitat dins del tren (90Mbps) als passatgers, i infraestructura per a sistemes de transmissió de vigilància de circuit tancat de televisió, de informació de passatgers en temps real i sistema de Control de Trens Basat en Comunicacions (CBTC).

## Premis
- 2004, WISP President's Choice Award.[6]
- 2005, Premi de la Princesa Maha Chakri Sirindhorn de Tailàndia per a la reconstrucció després del tsunami.
- Fou nomenada com una de les tecnologies Fast 50 en els anys 2008, 2009, 2010, i 2011.[7]
- En 2010, fou premiat per la cambra de comerç d'Israel i Amèrica Llatina pel seu "acompliment excepcional i contribució duradora" a l'acord bilateral entre l'Estat d'Israel i els països de l'Amèrica Llatina.